# El barco fantasma / Los textiles
El barco fantasma / Los textiles es un sencillo oficial del cantautor chileno Ángel Parra como solista. Fue lanzado originalmente en Chile en 1973.

## Lista de canciones
Toda la música compuesta por Ángel Parra. 
| Lado A |                     |          |  |
| N.º    | Título              | Duración |  |
| 1.     | «El barco fantasma» |          |  |

| Lado B |                |          |  |
| N.º    | Título         | Duración |  |
| 2.     | «Los textiles» |          |  |